# Selenge Press
Il Selenge Press è una società calcistica con sede nella città di Ulan Bator, in Mongolia. Milita nella Niislel League, la massima serie del campionato mongolo, come una delle sette squadre della capitale. Non vanta nessun titolo in bacheca, e i suoi colori sociali sono il giallo e l'azzurro.